# Monochrome for Paris
Monochrome for Paris est une sculpture de l'artiste américaine Nancy Rubins, érigée en 2013 à Paris, en France.

## Description
Monochrome for Paris se situe sur la pelouse centrale de l'esplanade Pierre-Vidal-Naquet, dans le 13e arrondissement de Paris, à proximité de la Seine entre les deux bâtiments de l'université Paris-Diderot. Il s'agit d'une sculpture d'environ 10 m de hauteur, pour autant de large, constituée d'une structure en acier inoxydable au sommet de laquelle sont accrochés 60 bateaux en aluminium (50 canoës et 10 barques). L'ensemble prend la forme d'une sorte d'arbre métallique, dont les feuilles seraient constituées de bateaux.
Le projet a séduit la Mairie de Paris car les embarcations proposées ont tout de suite été vues comme un clin d’œil au blason parisien.

## Historique
Monochrome for Paris est une commande publique, l'une des œuvres réalisées dans le cadre du prolongement de la ligne de tramway 3a. Originellement prévue pour se trouver aux abords de la ligne T3a, l’œuvre « descend » finalement le long des bords de Seine, s’échappant quelque peu du boulevard Masséna. Elle est installée en 2013, quelques mois après l'ouverture de la ligne.

### Sujets proches
- Ligne 3a du tramway d'Île-de-France
- Liste des œuvres publiques du 13e arrondissement de Paris